# Vurnon Anita
Vurnon San Benito Anita, född 4 april 1989 i Willemstad, Nederländska Antillerna, är en nederländsk-curaçaoisk fotbollsspelare som spelar för Waalwijk. Han har tidigare representerat Ajax, Newcastle United, Leeds United och Nederländernas landslag. Anita kan spela som defensiv mittfältare eller ytterback.

## Klubbkarriär

### Ajax
Anita föddes på Curacao i Nederländska Antillerna. Hans familj flyttade till Nederländerna 1997, och två år senare anslöt han till AFC Ajax fotbollsakademi. Från säsongen 2005/2006 tillhörde han Ajax a-lag, och hans seriedebut kom vid 16 års ålder den 19 mars 2006 mot Groningen. Anita spelade dock endast enstaka matcher innan säsongen 2008/2009, då han spelade i 16 seriematcher, varav fyra inhopp. 
Säsongen 2009/2010 tog han en ordinarie plats under tränaren Martin Jol och figurerade därefter regelbundet under sina återstående tre säsonger i Amsterdam-klubben. Under Jol spelade han huvudsakligen vänsterback, men efterträdaren Frank de Boer flyttade honom till en defensiv mittfältsroll.
Anita spelade 148 matcher för Ajax i inhemska och europeiska tävlingar och gjorde fem mål. Han var med och vann Eredivisie två gånger och KNVB Cup en gång.

### Newcastle United
Den 16 augusti 2012 värvades Anita till den engelska klubben Newcastle United av dåvarande managern Alan Pardew för en övergångssumma som uppgavs ligga omkring 6,7 miljoner pund. Kontraktet skrevs över fem år. Klubben hade under föregående säsong slutat på femte plats i Premier League och därmed kvalificerat sig för spel i Europa League. Anita spelade i elva europeiska cupmatcher och Newcastle nådde kvartsfinal.
Säsongen 2015/2016 slutade Newcastle på 18:e plats i ligan och blev nedflyttade. Året därpå vann de Championship-titeln och direktuppflyttning. Anita spelade sammanlagt 155 matcher under sina fem år i Newcastle varav 31 under återtåget till Premier League. Hans kontrakt förlängdes dock inte vid utgången av säsongen 2016/2017.

### Leeds United
Den 6 juli 2017 värvades Anita av Leeds United på en fri transfer och skrev på ett treårskontrakt. Han debuterade i säsongspremiären mot Bolton (seger 3-2) den 6 augusti, då han byttes in i den 36:e matchminuten som ersättare för den skadade Gaetano Berardi. Anita tog därefter plats i startelvan som vänsterback, och spelade regelbundet under Leeds lyckade säsongsinledning, men från oktober användes han mer sällan.
Anita kom att spela 18 seriematcher under sin första säsong i Leeds, varav fyra inhopp. Han användes i bägge ytterbackspositionerna men inte i sin föredragna roll på mittfältet. Den 10 april 2019 spelade Anita vad som skulle bli hans sista match för Leeds United, som bortabesegrades med 3–1 av Preston North End.
Efter att Marcelo Bielsa tagit över som huvudtränare i Leeds i juni 2018 stod det klart att Anita inte ingick i hans planer. Bielsa förklarade för media att han inte såg honom som första- eller andrahandsval val på någon position, och att det inte vore rättvist mot en spelare i Anitas situation att behålla honom i truppen.

#### Willem II (lån)
Den 31 augusti 2018 lånades Anita ut till den nederländska Eredivisie-klubben Willem II för hela säsongen. Han debuterade dagen därpå med ett inhopp mot PSV Eindhoven, som besegrade Willem II med 6–1. Anita kom att spela 27 matcher för klubben varav 14 från start, och användes där huvudsakligen som defensiv mittfältare.
Den 2 september 2019 meddelade Leeds United att man kommit överens med Anita om att avsluta hans kontrakt i förtid.

### CSKA Sofia
Efter att ha varit klubblös i fem månader skrev Anita i februari 2020 på ett korttidskontrakt för CSKA Sofia, men han hann bara spela tre matcher innan coronaviruspandemin avslutade säsongen i förtid.

### RKC Waalwijk
I augusti 2020 värvades Anita av Eredivisie-klubben RKC Waalwijk på ett ettårigt kontrakt.

## Landslagskarriär
Anita spelade 38 matcher för Nederländernas ungdomslandslag på olika nivåer, inklusive under 2009 och 2010 fem matcher för U21-laget i kvalet till U21-EM i Danmark 2011.
Den 26 maj 2010 debuterade Anita för Nederländernas a-landslag i en träningsmatch mot Mexiko. Han gjorde tre landskamper under året inklusive en EM-kvalmatch mot Finland den 7 september, där han spelade från start. Han har därefter inte fått någon speltid på landslagsnivå.
2021 bytte Anita till Curaçaos landslag, där han debuterade den 25 mars 2021 i en 5–0-vinst över Saint Vincent och Grenadinerna.